# Alatuncusia
Alatuncusia és un gènere d'arnes de la família Crambidae.

## Taxonomia
- Alatuncusia bergii (Möschler, 1890)
- Alatuncusia canalis
- Alatuncusia fulvescens (Hampson, 1918)
- Alatuncusia gilvicostalis Hampson, 1918
- Alatuncusia subductalis